# Archives de l'État du Valais
Les Archives de l’État du Valais (AEV) (Staatsarchiv Wallis (StAW) en allemand) sont les archives cantonales du Valais, en Suisse. L'office a  une mission à la fois administrative, historique et culturelle. Il est chargé, d'une part, de conseiller et de soutenir les autorités cantonales et communales en matière de gestion des documents et des archives, et, d'autre part, de collecter, classer, conserver et mettre en valeur les archives liées à l'histoire du Valais et de la société valaisanne, du Moyen Âge à aujourd'hui.

## Historique

### Histoire
L'histoire des AEV est étroitement liée à celle du territoire dans lequel elles s'ancrent. Les Archives naissent à la fin du XVe siècle lorsque, progressivement, les Dizains contestent l'autorité du prince-évêque et prennent en main les affaires politiques du pays. Conscients de la valeur des documents, ils s'efforcent de conserver ce qui concerne la patrie et ses droits. C'est donc moins une création institutionnelle qu'une naissance liée à l'activité de l'administration.

### Bâtiments

#### Du Moyen Âge auXIXesiècle
Au XVIe siècle, les archives sont peu volumineuses. Tous les documents ayant une valeur politique ou juridique sont contenus dans un seul coffre d’archives transmis de bailli en bailli. Mais la croissance des archives accompagne le développement de l’administration. En 1535, la Diète décide d’entreposer les archives dans l’église fortifiée de Valère, puis fait construire un bâtiment spécifique dans la ville de Sion, non loin de l’église des Jésuites.
Par la suite, une partie des documents est rassemblée dans les nouveaux bâtiments de la Chancellerie d’État, à la rue des Châteaux. Lors du grand incendie de 1788, les archives sont évacuées vers Sierre par les députés de la Diète, encore en séance. Elles y resteront, pour la plupart, jusqu’à l’arrivée des troupes françaises en 1798. En 1799, l’administration centralisatrice de la République helvétique décrète la réorganisation des archives. Très vite, pourtant, une certaine dispersion des documents reprend, notamment à partir de 1803, par suite de l’abolition des anciens droits féodaux, ainsi que du transfert de nombreux documents valaisans vers la France.

#### XIXesiècle,XXeetXXIesiècles
Au XIXe siècle, les archives sont successivement transférées dans le nouveau collège, rue Mathieu Schiner, puis, en 1957, dans les anciens bâtiments de la Banque cantonale, à la rue des Vergers. Le volume croissant des fonds entraîne une multiplication des dépôts, répartis progressivement dans sept locaux en ville de Sion. On compte aussi un abri de la protection civile situé à 1 500 mètres d’altitude pour l’entreposage des microfilms de sécurité. À l’étroit dans les locaux de la rue des Vergers, les AEV déménagent en mai 2016 leurs espaces administratifs et leur salle de consultation vers le nouveau centre culturel des Arsenaux.
L’accroissement du volume d’archives ainsi que la dispersion des dépôts ont mené les Archives, en parallèle, à entreprendre la construction de nouveaux magasins, installés sous le bâtiment des Arsenaux. Les travaux débutent en février 2017 et les derniers déménagements des fonds d’archives ont lieu début 2020. Les dépôts ont été conçus par Andrea Giovannini, spécialiste en conservation des biens culturels écrits, et Michel Bonvin, physicien en bâtiment, avec la collaboration d’Alain Dubois, archiviste cantonal. 
Ces nouveaux locaux, entièrement construits en sous-sol, tendent à rendre les magasins autonomes en cas de crise majeure de la société. Cela signifie que le bâtiment peut, sans intervention humaine, conserver les biens culturels écrits dans des conditions très favorables de température et d’hygrométrie. Construits en béton et équipés de rayonnages mobiles, les magasins peuvent accueillir plus de 32 km linéaires d’archives.

## Organisation

### Rattachement institutionnel
Au XIXe siècle, les Archives sont rattachées à la Chancellerie d’État et relèvent du Département de l'intérieur, puis, dès 1893, elles fusionnent avec la Bibliothèque cantonale et relèvent désormais du Département de l'instruction publique. Les deux fonctions d'archiviste cantonal et de bibliothécaire cantonal sont confiées à une seule et même personne de 1893 à 1968. Depuis 2005, les Archives relèvent du Service de la culture, rattaché jusqu'en 2013 au Département de l'éducation, de la culture et du sport, puis, à partir de cette date, au Département de la santé, des affaires sociales et de la culture.

### Directeurs
Fils de paysan, Leo Meyer (archiviste cantonal de 1905 à 1941) entreprend des études de théologie à Sion et Innsbruck, et il est ordonné prêtre en 1895. En 1905, il est nommé bibliothécaire et archiviste cantonal. S'ajoutent ensuite à ses missions les fonctions d'archéologue cantonal et de conservateur du Musée de Valère. Il entreprend aux Archives un travail de collecte, de classement et d'inventaire, notamment des "anciens fonds" de l'État. On lui doit également la rédaction d'une grande partie de l’Armorial valaisan, paru en 1946, après son décès.
André Donnet (1941-1968) prend la succession de Leo Meyer, comme archiviste et bibliothécaire cantonal. Docteur en histoire, médiéviste, puis spécialiste de la période révolutionnaire et du XIXe siècle en Valais, il fonde la revue Vallesia en 1946.
Après un doctorat en droit, Grégoire Ghika (1968-1984) commence son activité aux AEV en 1947 en tant qu'archiviste-adjoint, puis est nommé archiviste cantonal en 1968, date à laquelle les Archives et la Bibliothèque cantonale se séparent administrativement. À côté de ses publications scientifiques, il encourage de nombreuses communes et familles valaisannes à déposer leurs archives historiques, dont il assure le classement et rédige l'inventaire, souvent secondé, entre autres, par les abbés Hans Anton von Roten et Joseph Fournier.
Bernard Truffer (1984-2000), docteur en histoire, spécialiste du Moyen Âge, s'est distingué par ses travaux d'édition, en particulier les Landratsabschiede ou recès de la Diète. Il a également repris lui-même le classement et l'inventaire de nombreux fonds de communes haut-valaisannes. 
De 2000 à 2014, Hans-Robert Ammann est directeur des AEV. Il mène entre autres une politique active en direction des archives communales, qui aboutit à la publication d'un Guide pour les archives communales, et développe la politique éditoriale des AEV, notamment à travers la série des Cahiers de Vallesia.
En octobre 2014, Alain Dubois prend la suite d'Hans-Robert Ammann. Après une formation à l'Université de Fribourg, Alain Dubois entre à l’École des chartes, grand établissement d'enseignement supérieur. Il y réalise une thèse en histoire du livre consacrée à Jacob Stoer (1542-1610), éditeur réformé. À l'issue de sa formation, il obtient le diplôme d'archiviste paléographe. Il est nommé archiviste auprès des AEV en 2007, puis archiviste cantonal en 2014. Parallèlement à ses fonctions d'archiviste cantonal, Alain Dubois est engagé dans l'Association des archivistes suisses, dont il devient le président en septembre 2019.
Avec la nouvelle direction, l'établissement accentue sa politique d'accompagnement des services en matière de transition numérique, avec le projet ECM Services. Il met en place une stratégie et des outils d'archivage électronique innovants et développe des projets dans le domaine des humanités numériques, comme le projet Sion Time Machine.

## Missions

### Législation valaisanne
Le Valais, comme tous les cantons suisses, a sa propre législation. Deux lois régissent les missions des AEV : la Loi sur la promotion de la culture et la Loi sur l'information du public, la protection des données et l'archivage (LIPDA).
La première loi sur la culture date de 1996. Elle instaure, à l'article 21, trois institutions culturelles : les Archives, la Bibliothèque cantonale et les Musées. Les missions des Archives sont spécifiées à l'article 29 : « L'archivage sert à assurer la sécurité du droit ainsi qu'une gestion administrative continue et rationnelle. Il doit permettre d'effectuer des recherches globales, notamment en histoire et en sciences sociales ».
La loi sur l'information du public, la protection des données et l'archivage, entrée en vigueur en 2011, modifie considérablement l'environnement des archives. Elle a pour objectif d'assurer la transparence de l'administration, de garantir aux citoyens le respect de leurs droits lors du traitement de données à caractère personnel opéré par les organes publics, et d'assurer une gestion ordonnée des documents, ainsi que la conservation et la consultation de ces derniers.
En mars 2020, le Règlement d'exécution de la LIPDA est modifié avec l'ajout d'un nouvel article sur les archives communales (art. 30a). Il permet ainsi d'abroger l'Arrêté de 1922 concernant la réorganisation des archives communales et bourgeoisiales et le Règlement de 1982 sur les archives des organismes de l’État. L'objectif est celui du resserrement de la législation en un seul texte.

### Missions
Les AEV ont pour missions de collecter, classer, conserver et communiquer les documents et données. Le rôle de conseil auprès de l’administration et des communes est également au cœur des missions.

#### Conseil et soutien
Afin de collecter les archives dans les meilleures conditions et d’en éviter la dispersion ou la mauvaise conservation, les AEV interviennent auprès des administrations dès la création des documents, et non uniquement au moment de l’archivage définitif. Le soutien en matière de gestion des documents a été défini auprès de trois publics : l’État du Valais, les communes valaisannes et, dans une moindre mesure, les particuliers. Une des spécificités des AEV tient à la présence d’« archivistes-contacts », qui sont des référents auprès des unités administratives de l’État du Valais en matière d’archives. Ils interviennent dès la création et la gestion courante des documents, et participent notamment à l’implantation du système ECM (Enterprise Content Management) pour la gestion des documents électroniques de l’administration cantonale, depuis 2011. La politique de conseil et de soutien auprès des unités administratives de l’État du Valais se décline dans un Guide de gestion des documents pour l'Administration cantonale. Le Guide propose une méthodologie et des outils pour mettre en œuvre un système de gestion des documents durant tout le cycle de vie de ces derniers.
L'accompagnement se fait également auprès des communes valaisannes. Les AEV ont publié en janvier 2015 une Politique des Archives de l’État du Valais vis-à-vis des communes valaisannes qui repose notamment sur la mise à disposition d’un Guide de gestion des documents et des archives pour les communes valaisannes, tous deux disponibles en ligne.
Adressés à un public plus large et à d'autres types de producteurs d'archives, deux guides pratiques pour les privés et les associations ont été publiés en 2016, sous la forme de brochures illustrées.

#### Collecte
La mission de collecte définie dans la loi est précisée dans une politique d’acquisition validée par l’archiviste cantonal en octobre 2016. Sont versées aux AEV les archives des unités administratives de l’État du Valais. Les communes, les bourgeoisies et les paroisses valaisannes peuvent également déposer leurs archives, tout en en conservant la propriété. 
Afin de mettre à disposition du public des sources qui illustrent l’histoire de la société valaisanne dans son ensemble, les AEV reçoivent et conservent également des archives d’origine privée. Les fonds, qu’ils soient des dons ou des dépôts, doivent présenter un intérêt politique, économique, culturel ou social en lien avec le Valais. 
En tout, ce sont 17 km linéaires d’archives qui sont actuellement conservés dans les dépôts et qui se répartissent comme suit : 13 kilomètres linéaires (kml) d’archives issues de l’État du Valais, 1,5 kml des communes valaisannes et 2,5 kml de personnes privées. 

#### Conservation
Les AEV disposent depuis août 2019 de locaux d’archives entièrement neufs, qui sont construits selon les normes du développement durable. Les conditions de température et d’hygrométrie y sont adaptées. Construits sur trois étages pour une surface de près de 2 500 m2, les dépôts peuvent accueillir 32,5 km linéaires d’archives. 
Le déménagement a été l’occasion d’un important travail de préparation. Celui-ci a passé par un récolement complet des fonds en 2011, puis un projet de traitement rétrospectif entre 2015 et 2019.
Par ailleurs, les archivistes s'efforcent d'améliorer continuellement les conditions de conservation matérielle des documents, en menant des campagnes de nettoyage et de conditionnement des fonds, en utilisant du matériel adapté à la conservation à long terme des documents et en confiant de manière ciblée certaines pièces à des spécialistes de la restauration des biens culturels écrits (papier, parchemin).

#### Communication
La communication des fonds et des instruments de recherche est également une mission essentiel d'un service d'archives. La préservation des traces du passé se fait au service des générations futures. Afin de communiquer ces fonds, il est nécessaire de les classer et d’en faire l’inventaire, puis de mettre ce dernier à disposition. Les instruments de recherche sont mis en ligne grâce à l'outil scopeArchiv, sur le portail Vallesiana, qui fédère les ressources descriptives des AEV, de la Médiathèque Valais et des Musées cantonaux du Valais, ainsi que la plateforme Archivesonline, qui fédère les inventaires de nombreuses services d’archives suisses.
Les documents sont accessibles à tous, et consultables après réservation en salle de consultation des AEV. Cette consultation s’effectue selon les modalités du règlement de la salle de consultation et le respect des règles de communicabilité.
Sont progressivement mis en ligne les copies numériques des recensements de la population du XIXe siècle et des archives du Valais savoyard conservées aux Archives d'État de Turin. Quelques manuscrits ont également été numérisés et mis en ligne sur le site e-codices.

#### Mise en valeur
Les AEV ont développé des activités de valorisation et de médiation, in situ et accessibles en ligne. En direction des publics scolaires, les Archives proposent un parcours consacré à l'histoire du Valais, disponible en ligne. Sont également accessibles des expositions virtuelles.
Des ateliers conçus pour les latinistes des collèges ont été mis en place ; ils permettent une nouvelle approche de la langue et des documents d'archives. Enfin, des visites du bâtiment avec découverte des trésors des Archives sont régulièrement organisées.
Par le biais de publications scientifiques dans les revues Vallesia et Cahiers de Vallesia, les travaux fondés sur l'exploitation des sources conservées notamment aux AEV sont diffusés et mis en valeur. À l'occasion de la commémoration de la débâcle du glacier du Giétro (1818), les AEV ont mené, avec le Musée de Bagnes, la publication électronique de l'ouvrage Gietro 1818. Une histoire vraie.

## Fonds conservés
Les AEV conservent des documents du Moyen Âge à nos jours. Le document le plus ancien, conservé dans le fonds du Chapitre cathédral de Sion, date du 24 septembre 1005. Il s'agit d'un échange de terres entre l'évêque de Sion et l'évêque de Genève, tous les deux nommés Hugues. 
Les archives médiévales et celles de l'Ancien Régime sont conservées dans les fonds cotés AV (Archives valaisannes) et AVL, complétés notamment par les fonds du Chapitre cathédral et celui de la Bourgeoisie de Sion, ainsi que par les nombreux fonds d’archives communales, bourgeoisiales et paroissiales déposées aux AEV. Dans le fonds AV sont entre autres conservés la série des Recès de la Diète, les volumes de correspondance diplomatique et les registres de reconnaissances féodales. Ces fonds restent encore relativement peu exploités par la recherche.
Les sources, déjà nombreuses pour l’époque moderne, se font plus volumineuses pour la période contemporaine. Les AEV conservent notamment les riches archives de la période mouvementée qui s’étale de 1798 à 1815, avec les fonds de l’Helvétique (1798-1802), de la République indépendante du Valais (fonds Médiation, 1802-1810), du Département français du Simplon (1810-1813) et de la Transition (1813-1815). Puis, dès 1815, ce sont les fonds de l’administration cantonale naissante et des différents pouvoirs (Conseil d’État, Grand Conseil, Tribunaux) qui deviennent les plus importants. Ils représentent d’ailleurs, en termes de volume, la très grande majorité des fonds conservés aux AEV. Ces fonds d’archives de l’administration cantonale et des différents pouvoirs documentent, sur deux siècles, toute l’action de l’État du Valais dans des domaines aussi variés que les travaux publics, l’éducation, la santé, la justice, l’agriculture, les finances, l'économie, l'environnement ou les affaires militaires. 
En matière de fonds privés, les archives des anciennes familles patriciennes du Valais, dont les membres, très impliqués dans la vie publique, ont produit, puis amassé, au cours des siècles, une très riche documentation, représentent la plus grande partie des fonds. Les archives de ces familles Rivaz, Riedmatten, Torrenté, Courten, Kalbermatten, Odet, Lavallaz, Preux, Supersaxo et autres sont complétées par des fonds de familles moins significatives sur le plan historique, mais dont le contenu n’est pas moins intéressant, ainsi que par les archives de personnes privées, plus ou moins connues. On peut citer l'inventeur du moteur à explosion Isaac de Rivaz, l'aviateur Hermann Geiger, cofondateur de la compagnie Air Glaciers, les artistes Raphaël Ritz, Edmond Bille et Gottfried Tritten, les musiciens Arthur Parchet et Charles Haenni et la cantatrice Madeleine Dubuis, les hommes politiques Roger Bonvin, président de la ville de Sion puis conseiller fédéral, et Josef Escher, conseiller fédéral, l’architecte Jean Suter, l’agronome Henry Wuilloud ou encore la sage-femme Adeline Favre. 
Parallèlement aux personnes physiques et aux familles, de nombreuses associations et sociétés ont déposé tout ou une partie de leurs archives aux AEV : associations sportives, culturelles, de jeunesse, politiques, professionnelles, consortages d’alpages ou de bisses (gestion de l’irrigation). Des institutions religieuses et d’autres à but social, ainsi que certaines entreprises privées complètent ce tableau des fonds privés conservés aux AEV. On peut ainsi citer les syndicats FTMH et SIB, la Verrerie de Monthey, l’Association valaisanne des guides de montagne, la Chanson du Rhône, l'Ordre de la Channe, la Société d’histoire du Valais romand, l’Association valaisanne de basketball amateur, l’Association de la presse valaisanne, Valaisans du Monde ou encore l’Association valaisanne pour le suffrage féminin.
Ce ne sont là, bien sûr, que quelques exemples isolés sur les plus de 550 fonds d’archives privées actuellement conservés aux AEV.
Quelques fonds d'archives privées
- Fonds : Roger Bonvin (1622-2003) [25 mètres].  Cote : CH AEV, Roger Bonvin. Sion : Archives de l'État du Valais (présentation en ligne).

- Fonds : de Courten, famille (1280-20e siècle) [22,5 mètres].  Cote : CH AEV, de Courten. Sion : Archives de l'État du Valais (présentation en ligne).

- Fonds : Flavien de Torrenté (13e siècle-1891) [1,6 mètre].  Cote : CH AEV, Flavien de Torrent. Sion : Archives de l'État du Valais (présentation en ligne).

- Fonds : Philippe de Torrenté (11e siècle-1897) [22 mètres].  Cote : CH AEV, Philippe de Torrenté, AT. Sion : Archives de l'État du Valais (présentation en ligne).

- Fonds : Raphael Ritz (1450-2009) [5 mètres].  Cote : CH AEV, Raphael Ritz. Sion : Archives de l'État du Valais (présentation en ligne).

- Fonds : Henry Wuilloud (1299-2002) [21,2 mètres].  Cote : CH AEV, Henry Wuilloud. Sion : Archives de l'État du Valais (présentation en ligne).

- Fonds : Fédération des travailleurs de la métallurgie et de l'horlogerie (FTMH), région Valais / Schweizerischer Uhren- und Metallarbeiterverband (SMUV), Region Wallis (1919-2004) [9,9 mètres].  Cote : CH AEV, FTMH. Sion : Archives de l'État du Valais (présentation en ligne).

- Fonds : Association valaisanne pour le suffrage féminin (1946-ca. 1973) [2 mètres].  Cote : CH AEV, AVPSF. Sion : Archives de l'État du Valais (présentation en ligne).

- Fonds : Association valaisanne des guides de montagne (AVGM) / Walliser Bergführer Verband (WBV) (1924-2010) [7,5 mètres].  Cote : CH AEV, AVGM. Sion : Archives de l'État du Valais (présentation en ligne).

- Fonds : Ordre de la Channe (1952-2008) [6,65 mètres].  Cote : CH AEV, Ordre de la Channe. Sion : Archives de l'État du Valais.

- Fonds : Valaisans du Monde / Walliser in aller Welt (1855-1993) [2,2 mètres].  Cote : CH AEV, Valaisans du Monde. Sion : Archives de l'État du Valais (présentation en ligne).

## Projets en matière d'archivage numérique
Les AEV sont une institution renommée en matière de projets d'archivage numérique, que ce soit du point de vue de l'accompagnement des services ou de la définition de nouveaux modèles d'information.
Depuis 2011, les AEV participent activement au projet ECM, qui vise à mettre en place un système de gestion des documents sous forme entièrement numérique à l'échelle de l'administration cantonale.
Les archives nativement numériques sont conservées dans une plateforme d'archivage dédiée, déployée en 2011 et conforme au modèle de référence OAIS. Ce déploiement a été l'occasion de développer un modèle de données pour la préservation numérique, enregistré en 2012 par Alain Dubois et Tobias Wildi auprès de la Bibliothèque du Congrès, à Washington : le Matterhorn METS Profile. Les réflexions se sont poursuivies et ont abouti à la définition du Matterhorn Data Model, qui tient compte du développement des technologies sémantiques. Ces profils visent à améliorer la contextualisation de la description archivistique.